# Phalangodinella araguitensis
Phalangodinella araguitensis is een hooiwagen uit de familie Zalmoxioidae.